# Il Globo (Australia)
Il Globo è un quotidiano australiano in lingua italiana, pubblicato a Melbourne. La prima copia fu stampata nel novembre del 1959. Venne fondato dagli italo-australiani Tarcisio Valmorbida e Ubaldo Larobina.
Il Globo ha una diffusione superiore alle 20.000 unità, il che lo rende uno dei maggiori giornali in una lingua diversa dall'inglese in Australia.